# Yeturow
Yeturow (auch Iretiru) war eine nubische Königin um 650 v. Chr. Sie war wahrscheinlich die Schwester und Gemahlin von Atlanersa und eine Tochter von Taharqa . Yeturow trug die Titel Königsgemahlin, Königstochter, Königsschwester und Königsgemahlin der Leute von Ägypten.
Yeturow ist mit Sicherheit nur von ihrem Grab in Nuri (Grab Nu 53) her bekannt. Es handelte sich einst wahrscheinlich um eine Pyramidenanlage, deren Pyramide jedoch vollkommen zerstört ist. Die unterirdischen Grabkammer kann über eine Treppe betreten werden. Die Kammer ist ausgemalt und zeigt die Königin vor dem Totengott Osiris und der Isis. Die Beischriften überliefern ihren Namen und ihre Titel. Die Grabkammer fand sich beraubt, enthielt aber noch zahlreiche unbeschriftete Uschebtis, Elfenbeineinlagen von unbekannten Objekten, sowie Gefäße. Ihr Herzskarabäuse fand sich bei der der Grabanlage Nu 74, ist also wohl schon in der Antike verschleppt worden.Sie war einst vielleicht auch auf einem Pylon eines Tempels beim Gebel Barkal dargestellt, doch ist diese Szene nur von alten Skizzen bekannt, die nicht in allen Punkten eindeutig sind.